# 諾曼迪亞 (羅賴馬州)
03°52′51″N 59°37′22″W / 3.88083°N 59.62278°W

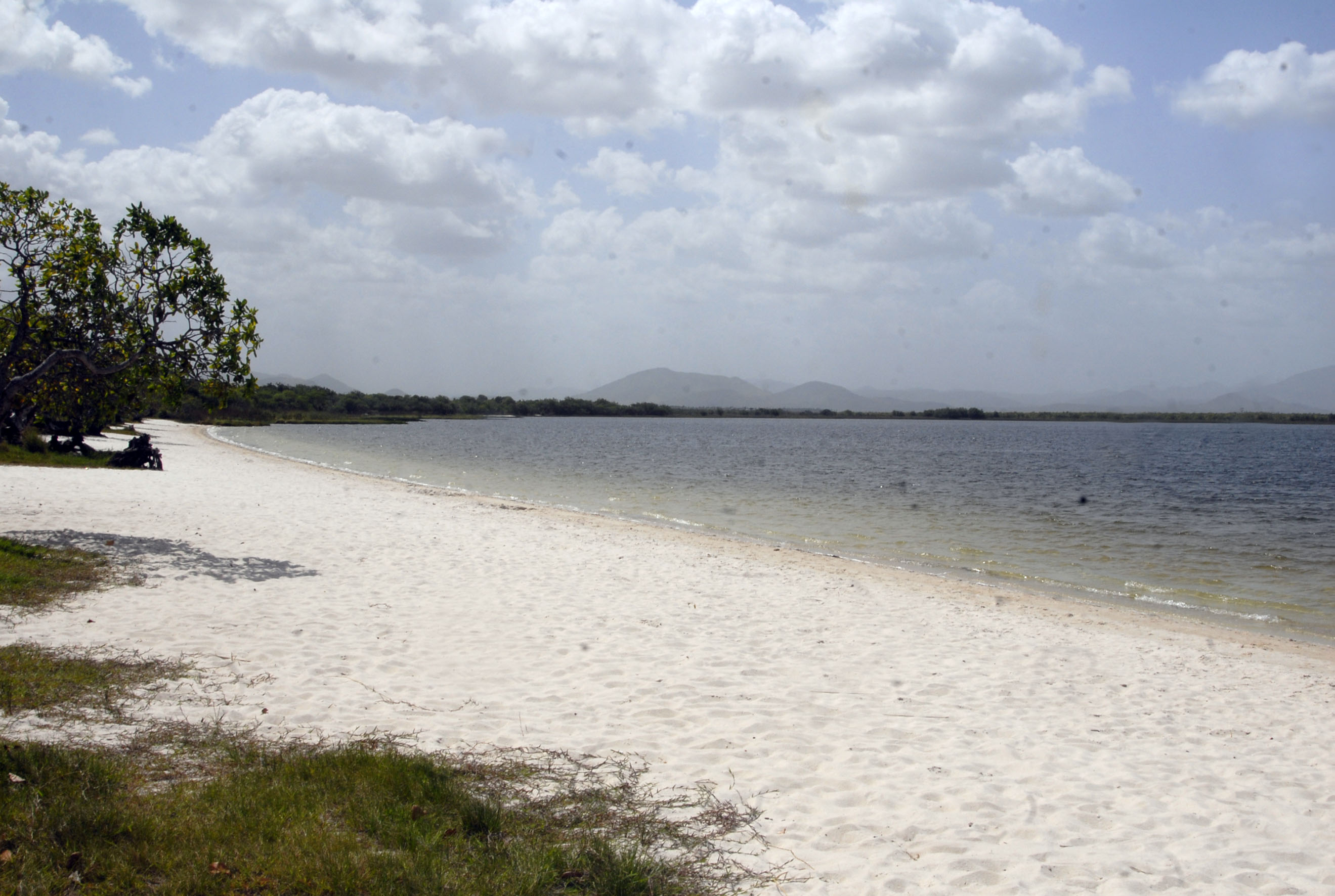
諾曼迪亞

諾曼迪亞（葡萄牙語：Normandia），是巴西的城鎮，位於該國北部，由羅賴馬州負責管轄，始建於1890年7月9日，面積5,687平方公里，海拔高度100米，2010年人口266,901，人口密度每平方公里43.8人。